# 中島由夫
中島 由夫（なかじま よしお、昭和15年（1940年）-）は、埼玉県深谷市出身の画家。コブラ派=コブラ (芸術運動)。

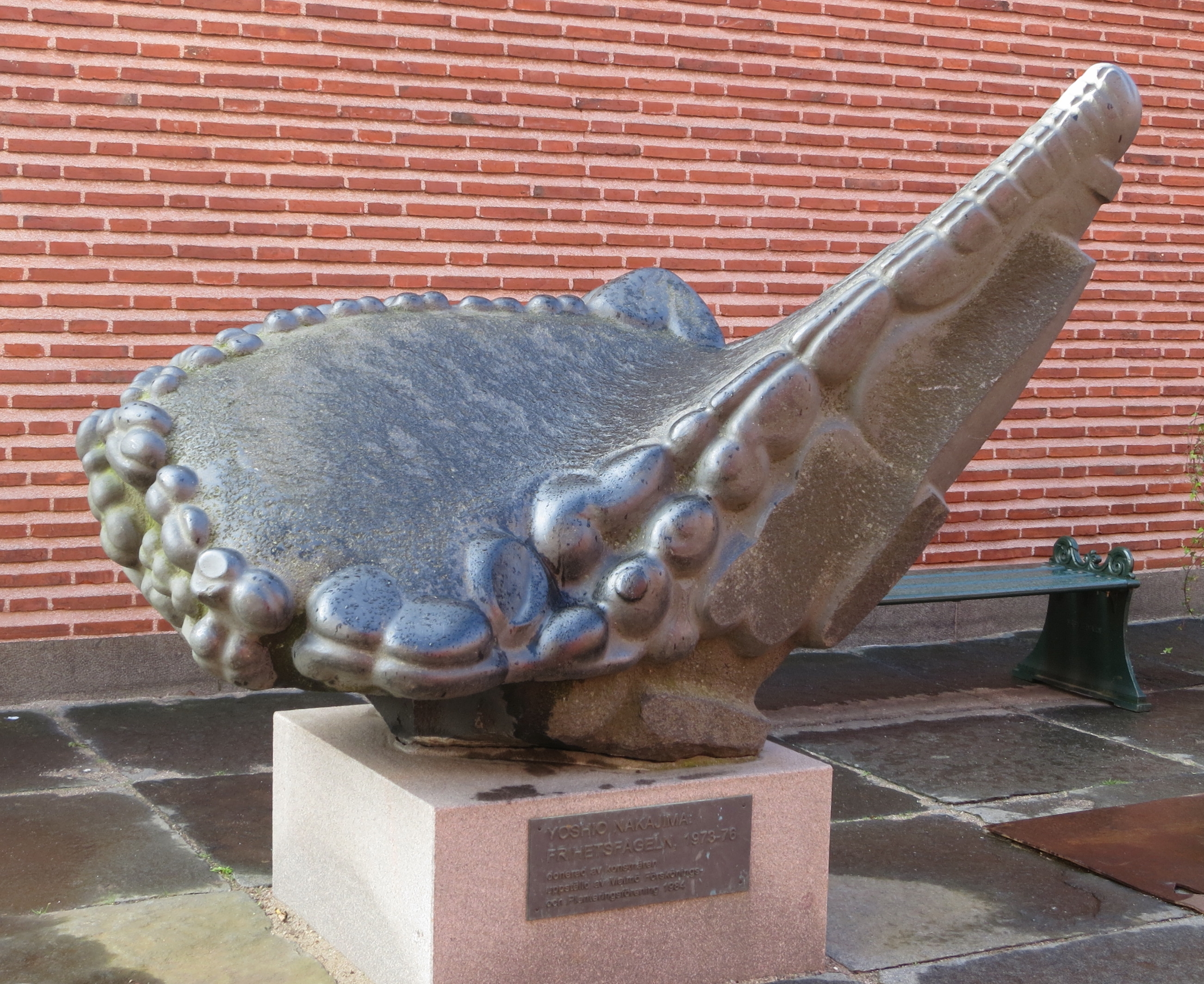
スウェーデンマルメにある彫刻「Frihetsfågel（フリーダム・バード）」

## 略歴
- 1940年 - 埼玉県に生まれ。
- ゴッホに憧れ、11歳から画家を目指す。16歳で糸井貫二（ダダカン）と出会い、糸井の協力を得て1962年4月に初個展を開催（東京電力サービスセンター／目黒）[1]。武蔵野美術大学、明治学院大学で学んだ後、ヨーロッパの諸大学（ロッテルダム美術大学、アントワープ王立アカデミー）でさらに学びスウェーデンのバーランド芸術大学を卒業。
- コブラ (芸術運動)、プロボ (芸術運動)（英語版）に積極的に参加する。
- 現在、画廊をスウェーデンに移し活動中。「北欧の太陽」を作品にすることが多い[2]。

## 作品
- 日本では埼玉県立近代美術館、笠間日動美術館、人間総合科学大学などで作品が展示されている。
- 海外ではアントワープ王立美術館、ストックホルム近代美術館、オークランド美術館、ベルリンナショナルギャラリー、ニューヨーク大学など世界中の100箇所以上にのぼる場所で作品が展示されている。
  - 主な作品 - 「サンセット サンライズ」、「グリーンサン」、「もうひとつの太陽」、「白夜」、「白夜A」、「白夜B」、「白夜C」、「北国の春」、「太陽の光」、「光の花」、「地上からの愛」など。